# Каменушка (Уссурийский городской округ)
В Приморском крае в Пожарском районе тоже есть село Каменушка.
Камену́шка — село в Уссурийском городском округе Приморского края. Входит в состав Кондратеновской территории.

## География
Село Каменушка расположено к юго-востоку от Уссурийска, стоит в верховьях реки Комаровка, на левом берегу. Напротив, на правом берегу, – село Каймановка.
Дорога к селу Каменушка идёт от железнодорожной слободки Уссурийска через сёла Баневурово, Долины, Дубовый ключ и Каймановку. Расстояние до автовокзала города Уссурийск – около 35 км.

## Население
| 2002 | 2010 |
| ---- | ---- |
| 359  | ↘290 |

## Улицы
| - пер. Верхний, - ул. Верхняя, - пер. Горный, - ул. Заречная, - ул. Нектарная, | - ул. Новая, - ул. Партизанская, - ул. Пролетарская, - ул. Профсоюзная, - ул. Речная, | - ул. Семёновская, - ул. Спортивная, - ул. Центральная, - ул. Школьная. |

## Экономика
Сельскохозяйственные предприятия Уссурийского городского округа.

## Инфраструктура
В селе находится музей Уссурийского заповедника и школа, в которой обучаются дети и из окрестных сёл.